# Strada europea E501
La E501 è una strada europea che collega Le Mans ad Angers.

## Percorso
La E501 è definita con i seguenti capisaldi di itinerario: "Le Mans - Angers".